# Gunnar Krantz (veterinär)
Gunnar Teodor Krantz, född den 17 februari 1911 i Stockholm, död där den 4 mars 2003, var en svensk veterinär.
Krantz avlade veterinärexamen 1937 och blev assistent vid Veterinärhögskolan samma år. Han blev bataljonsveterinär vid Livregementet till häst 1939, vid arméledningen 1941 och regementsveterinär vid Svea artilleriregemente 1944, vid arméledningen samma år. Krantz genomgick Försvarshögskolan 1953. Han placerades vid försvarets sjukvårdsstyrelse 1955 och blev fältveterinär vid IV. militärbefälhavarstaben 1957. Krantz var överfältveterinär 1957–1969 och försvarsöverveterinär 1969–1976. Han invaldes som ledamot av Krigsvetenskapsakademien 1961. Krantz blev riddare av Vasaorden 1954 samt kommendör av Nordstjärneorden 1961 och kommendör av första klassen av sistnämnda orden 1969. Han vilar på Bromma kyrkogård.